# 邦普朗峰
邦普朗峰（Pico Bonpland）是委内瑞拉的第三高峰，海拔4,883米。邦普朗峰位于梅里达内华达山脉，有一个遥相呼应的洪保德峰。内华达国家公园将山峰包围，山上的冰川产生于更新世。